# Daniel Krebs
Daniel Krebs (* 31. August 1827 in Mannheim; † 17. Juli 1901 ebenda) war ein deutscher Politiker und Revolutionär.

## Leben
Daniel Krebs, Sohn des Bierbrauers Peter Krebs, studierte Mathematik am Polytechnikum in Karlsruhe und wurde 1844 Mitglied der Burschenschaft Teutonia. Im April 1848 nahm er in den Reihen der Herweghschen Legion an den Aprilunruhen in Baden teil. Er wurde festgenommen und saß fast ein Jahr in Untersuchungshaft in Bruchsal. Im Mai/Juni 1849 betätigte er sich für die provisorische Regierung. Er wurde als Zivilkommissär für Weinheim, Schriesheim und den Bezirk Odenwald eingesetzt.
1850 flüchtete Daniel Krebs in das europäische Ausland. Er wurde wegen Hochverrats steckbrieflich gesucht. Das badische Staatsbürgerrecht wurde ihm aberkannt und er wurde in Abwesenheit zu drei Jahren Zuchthaus verurteilt.

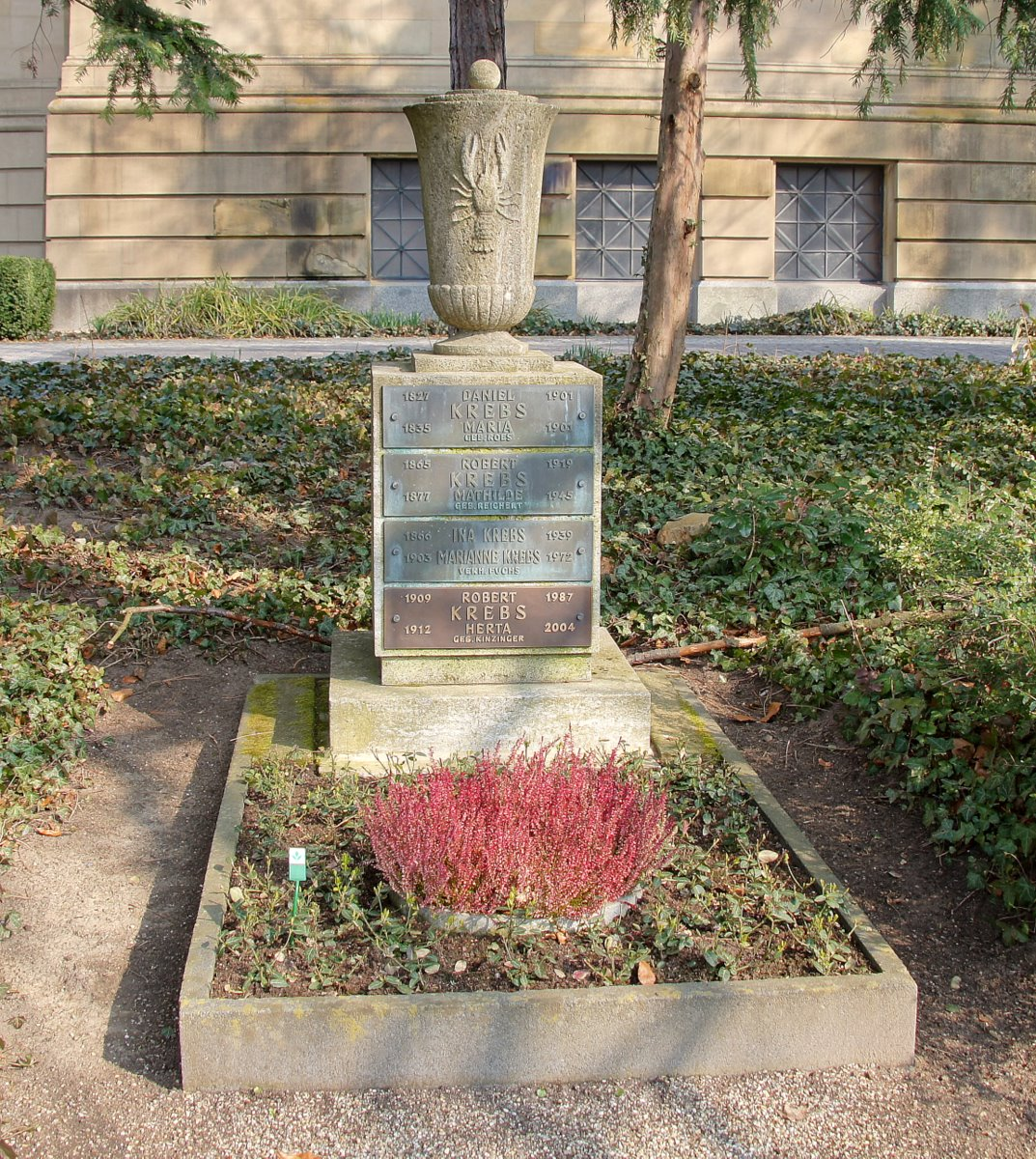
Grab Krebs’ in Mannheim

1860 wurde Krebs begnadigt und er kehrte nach Deutschland zurück. Zwei Jahre später gründete er ein privates Erziehungsinstitut für Knaben in Mannheim. Krebs war Mitglied der Demokraten und wurde 1873/74 in den Badischen Landtag gewählt. 1891 kandidierte er noch einmal.
Verheiratet war er mit Maria Roes, die im selben Jahr wie er starb. Auf dem Familiengrab auf dem Hauptfriedhof Mannheim befindet sich eine hohe Scheinurne mit Kugelbekrönung und dem Relief eines Krebses an der Vorderseite. Die Urne steht auf einem kubusförmigen Sockel mit Untersockel aus Muschelkalk.